# Photedes elymi
Photedes elymi là một loài bướm đêm trong họ Noctuidae.